# Monte San Salvatore

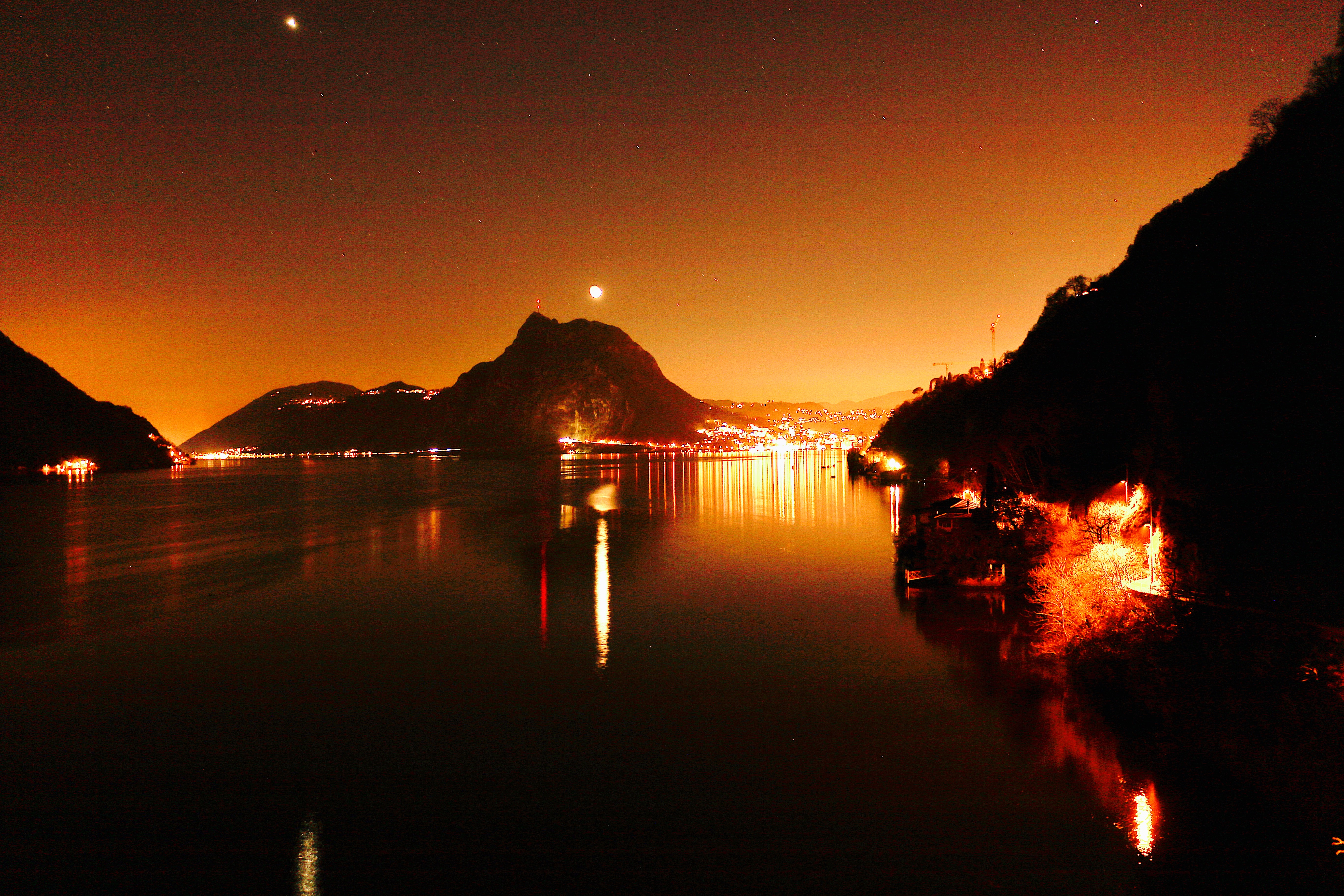
Monte San Salvatore in der Nacht von Gandria aus gesehen

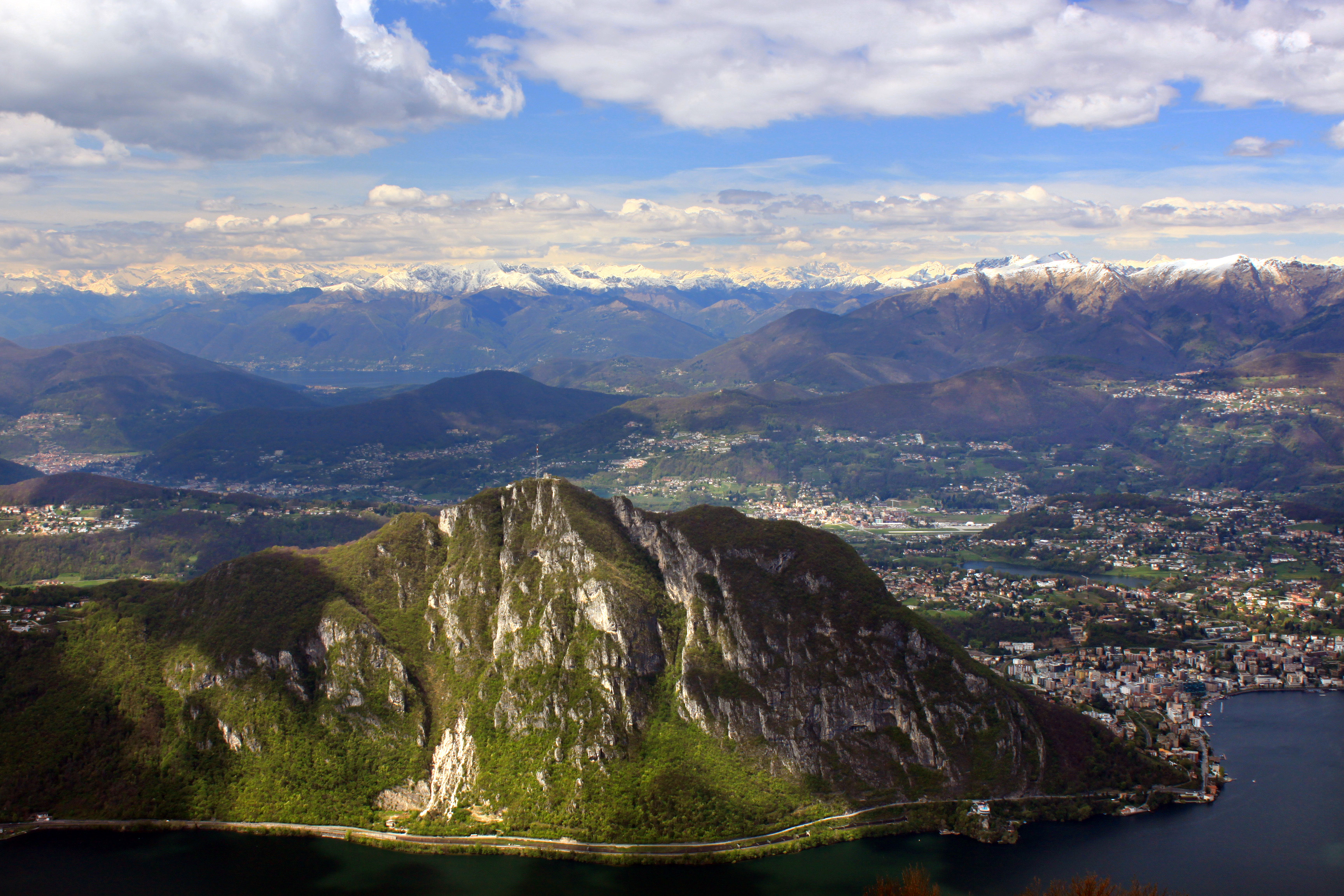
Blick zum Monte San Salvatore mit national bedeutender Trockenwiese

Monte San Salvatore und Lugano im Hintergrund. Historisches Luftbild von Werner Friedli (1950)

Mehrzweckanlage Monte San Salvatore. Luftbild von Vincenzo Vicari (um 1968)

Der Monte San Salvatore ist ein 912 m ü. M. hoher Aussichtsberg am Ufer des Luganersees auf dem Gemeindegebiet von Lugano im Tessin in der Schweiz.

## Lage und Umgebung
Auf dem Monte San Salvatore steht eine Kapelle, das Museum San Salvatore (kirchengeschichtliche und geologische Exponate) und eine Freilicht-Ausstellung mit historischen Tourismusplakaten aus der ganzen Schweiz. Von 1943 bis 1982 wurde auf dem Monte San Salvatore eine bekannte Blitzforschungsstation betrieben.
Die Sendeanlage der Swisscom auf dem Gipfel verwendet als Antennenträger einen freistehenden 80 Meter hohen Stahlfachwerkturm. Über die Anlage wird die Region Lugano sowohl mit den Hörfunk- und Fernsehprogrammen der SRG SSR als auch mit dem Privathörfunkprogramm Radio 3iii versorgt. Daneben strahlt der Sender die drei öffentlich-rechtlichen italienischen Programme RAI 1-3 für angrenzende Gebiete des Nachbarlandes ab.
Die Autobahn A2 führt in einem Tunnel unter dem Berg hindurch. Auf der Ostseite des Monte San Salvatore ragt die kleine Halbinsel Capo San Martino in den Luganersee hinaus.

## Tourismus
Vom Luganeser Vorort Paradiso führt die Standseilbahn Monte San Salvatore auf den Berg. Von der Bergstation aus erreicht man in etwa 10 bis 15 Minuten Fussweg den Gipfel mit der Aussichtsplattform auf der Kapelle. Das 360°-Panorama von diesem Aussichtspunkt reicht über den Luganersee, die Po-Ebene und die Bergketten der Schweizer und Savoyer Alpen.
Vom Monte San Salvatore aus lassen sich verschiedene Wanderungen unternehmen: einmal vom Gipfel aus direkt nach Paradiso oder via Ciona und Carona nach Morcote, einem anderen Uferort des Luganersees. Auf den Monte San Salvatore führt linkerhand der Bahn ein Klettersteig (schwierig) hoch.

## Natur
Der Monte San Salvatore zeichnet sich aus durch zwei national bedeutende Trockenwiesen und -weiden: Die Trockenwiese San Salvatore erstreckt sich auf knapp 59 ha über die steil abfallende Ostflanke des Monte San Salvatore. An diesem Abhang, der durch steile und unzugängliche Felslandschaften gekennzeichnet ist, konzentrieren sich die bedeutendsten natürlichen Besonderheiten dieses Berges. Deshalb ist das ausgedehnte Gebiet im Bundesinventar der Trockenwiesen und -weiden von nationaler Bedeutung verzeichnet. Diese Trockenwiesen können auf aride und halbtrockene mitteleuropäische Graslandschaften (Xero- und Mesobromion) zurückgeführt werden. Charakteristisch für diese Trockenheit und Wärme liebenden Graslandschaften sind die Grasblättrige Skabiose und das Apenninen-Sonnenröschen, zwei seltene und exklusive Arten des Sottoceneri. Der Wechsel von offenen, sonnigen und bewaldeten, schattigen Naturräumen bietet Lebensräume für zahlreiche Reptilienarten. Die heidekrautbewachsenen Lebensräume in den niedrig gelegenen Kalksteinplateaus mit dünner Vegetationsdecke (Alysso-Sedion) diversifizieren den felsigen Hang und erweisen sich als geeignet für Weichtiere, die hier durch zahlreiche seltene Arten wie die gefährdete Weitmündige Haferkornschnecke vertreten sind. Von hohem ornithologischem Wert ist auch das komplexe Mosaik aus felsigen und warmen Lebensräumen am Osthang, wo beispielsweise die Blaumerle – eine stark bedrohte Art – und der Wanderfalke nisten. Die natürlichen Ufer, die örtlich von einer wertvollen Wasservegetation besiedelt sind, bieten mehrere Lebensräume für Libellen-, Amphibien- und Reptilienarten wie die Würfelnatter, eine stark bedrohte Art, die hier regelmässig zu beobachten ist.
Die knapp 10 ha grosse Trockenweide Alpe Vicania liegt oberhalb des gegen Süden abfallenden Val di Fiume. Diese Weide geht auf eine etwa 17 ha grosse Waldrodung zurück, die während des Zweiten Weltkriegs im Rahmen des sogenannten Plan Wahlen von politischen Flüchtlingen aus Polen geschaffen wurde. Die Alp sollte in erster Linie der Sömmerung der Kühe des Betriebs Arbostora dienen. In den 1970er-Jahren stellte der Betrieb die Viehzucht ein. Die Alp wurde verpachtet und von da an zunehmend extensiver bewirtschaftet, bis die Alp in den 1990er-Jahren teilweise aufgegeben wurde. Im Rahmen des Tessiner Trockenwieseninventars von 1986/1987 wurden einige Flächen und im Rahmen der Erhebungen für das Bundesinventar der Trockenwiesen und -weiden 1996 fast die gesamte Fläche kartiert. Es sind säurehaltige Wiesen in Gebieten mit atlantischem Mesoklima. Solche Wiesen entwickeln sich oft in hügeligen und bergigen Gebieten, die in der Regel tief liegende oder flache Zonen in Gebieten mit feuchtem und regnerischem Klima einnehmen und durch intensive Beweidung gefördert werden. Wirtschaftswege durchziehen das von Wald umstandene Grünlandgebiet. Das Gebäude, das heute als Restaurant genutzt wird, wurde 1942 ganz aus Stein erbaut und ist ein Beispiel für die ländliche Bundesarchitektur im Tessin.
Die Artenvielfalt wird im Wesentlichen durch die Qualität des Bodensubstrats bestimmt. Die trockeneren Zonen der Vicania-Trockenwiese/-weide dominieren die Aufrechte Trespe und die Fieder-Zwenke. Auf sauren Böden fällt der Dreizahn auf, begleitet von verschiedenen Arten wie Besenheide, Färber-Ginster, Wiesen-Wachtelweizen, Heidelbeere und Echter Ehrenpreis. Für die durchlässigen Böden sind dagegen Arten typisch, die auf trockene Böden hinweisen, wie z. B. Gewöhnlicher Natternkopf, Zwiebel-Rispengras und Ähriger Ehrenpreis. In den Streifen entlang der Waldränder ist der Einfluss des Waldes auf den Boden wahrnehmbar. Charakteristische Vertreter dieses Vegetationtyps sind hier Wald-Erdbeere, Kahles Kreuzlabkraut und Weisse Schwalbenwurz. Die Flächen rund um das Alpgebäude sind nicht im Inventarperimeter enthalten. Sie zeichnen sich durch das Vorhandensein von artenreichen, dichten Wiesen mit höheren Beständen aus. Gruppen oder einzelne Gehölzarten im gesamten Gebiet vervollkommen das Mosaik. Bei den Sträuchern handelt es sich um Besenginster, Schlehdorn, Kornelkirsche und Weissdorne, bei den Bäumen um Rotbuche, Stieleiche und Hänge-Birke.

## Trivia
Der Monte San Salvatore war Schauplatz und Namensgeber der Literaturverfilmung San Salvatore aus dem Jahr 1955.

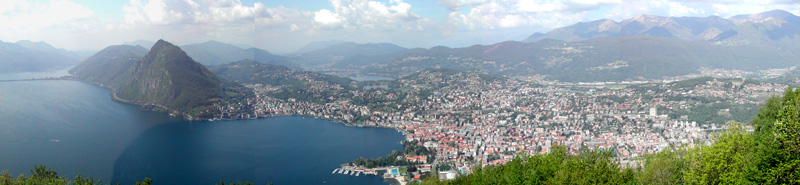
Monte San Salvatore und Lugano, vom Monte Brè aus gesehen